# Il meglio di Adriano Celentano
Il meglio di Adriano Celentano è una compilation di Adriano Celentano pubblicata nel 1975.

## Tracce
1. Bellissima
2. Prisencolinensinainciusol
3. L'albero di trenta piani
4. Pregherò
5. L'attore
6. Yuppi du
7. Ciao ragazzi
8. Straordinariamente
9. Storia d'amore
10. Stai lontana da me
11. Cry
12. La ballata